# Triozosneura dorsonotata
Triozosneura dorsonotata är en fjärilsart som beskrevs av Blanchard 1973. Triozosneura dorsonotata ingår i släktet Triozosneura och familjen mott. Inga underarter finns listade i Catalogue of Life.